# 哈揚卡區
6°23′44″S 79°49′48″W / 6.3955°S 79.8301°W
哈揚卡區（西班牙語：Distrito de Jayanca），是秘魯的一個區，位於該國西北部蘭巴耶克大區的蘭巴耶克省，面積681平方公里，海拔高度61米，2005年人口14,206，人口密度每平方公里21人。